# 9-Stunden-Rennen von Kyalami 1970

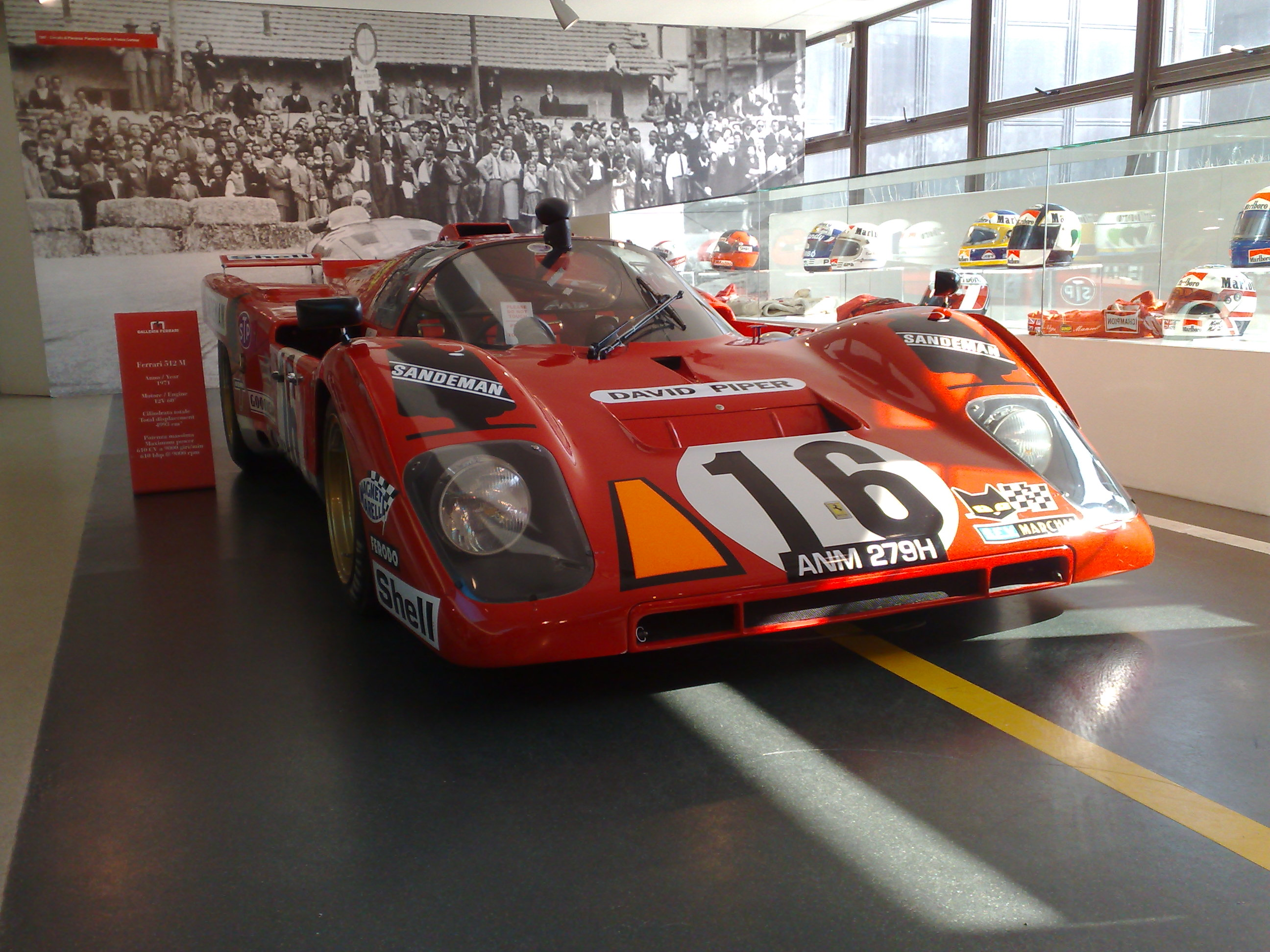
Ferrari 512M

Das 9-Stunden-Rennen von Kyalami 1970, auch The Thirteenth Rand Daily Mail Nine Hour Endurance Race, fand am 7. November 1970 auf dem Kyalami Grand Prix Circuit statt. Das Rennen war der erste Wertungslauf der Südafrikanischen Sportwagen-Meisterschaft 1970.

## Das Rennen
Auf der Rennstrecke von Kyalami fanden in den 1960er- und 1970er-Jahren ein Langstreckenrennen mit der ungewöhnlichen
zeitlichen Länge von neun Stunden statt, was 1970 einer Distanz von ca. 1500 Kilometern entsprach. Das Rennen zählte zur Südafrikanischen Sportwagen-Meisterschaft, bekannt auch als South African Springbok Trophy Series, die von 1965 bis 1973 auf Rennstrecken in Südafrika und Rhodesien ausgetragen wurde.
1970 waren Werksteams aus Europa bei diesem Rennen vertreten, die sich auch in der Sportwagen-Weltmeisterschaft dieses Jahres gegenüberstanden. Der Gesamtsieg ging an Jacky Ickx und Ignazio Giunti in einem Werks-Ferrari 512M.

## Ergebnisse

### Schlussklassement
| 1           | Gr. 5 Class E  | 4  | Ferrari S.P.A. Sefac                | Jacky Ickx Ignazio Giunti          | Ferrari 512M            | 370 |
| 2           | Gr. 5 Class E  | 2  | Martini International               | Joseph Siffert Kurt Ahrens         | Porsche 917K            | 369 |
| 3           | Gr. 6 Class H  | 5  | Martini International               | Helmut Marko Rudi Lins             | Porsche 908/02 Flunder  | 354 |
| 4           | Gr. 6 Class H  | 6  | Martini International               | Gérard Larrousse Gijs van Lennep   | Porsche 908/02          | 346 |
| 5           | Gr. 6 Class G  | 11 | Team Gunston                        | Brian Redman John Hine             | Chevron B16             | 346 |
| 6           | Gr. 5 Class E  | 3  | Ecurie Francorchamps                | Hughes de Fierlant Derek Bell      | Ferrari 512S            | 346 |
| 7           | Gr. 6 Class J  | 7  | Avalon Racing                       | Barrie Smith Jackie Pretorius      | Lola T70 Mk.IIIB GT     | 336 |
| 8           | Gr. 6 Class G  | 14 | Karl von Wendt                      | Karl von Wendt Willi Kauhsen       | Lola T210               | 325 |
| 9           | Gr. 5 Class D  | 18 | Jack Holme                          | Jack Holme Bruce van der Merwe     | Chevron B8              | 312 |
| 10          | Gr. 2 Class C  | 21 | Motor Racing Research               | Frank Gardner Mike De Udy          | Ford Mustang Boss 302   | 306 |
| 11          | Gr. 2 Class B  | 24 | Team Lawson                         | Spencer Schultze Jody Scheckter    | Mazda M10A              | 285 |
| 12          | Gr. 6 Class G  | 8  | Clive van Buuren                    | Clive van Buuren Red Whitehouse    | Porsche 906 Spyder      | 284 |
| 13          | Argus Class C  | 27 | Jan Hettema                         | Jan Hettema Gordon Briggs          | Ford Capri 3000 GT      | 278 |
| 14          | Gr. 5 Class D  | 17 | Geoff Ortlepp                       | Geoff Ortlepp Stan Taylor          | Chevron B8              | 274 |
| 15          | Gr. 6 Class G  | 15 | Mike Hailwood                       | Mike Hailwood David Hobbs          | Lola T210               | 273 |
| 16          | Gr. 2 Class B  | 25 | Alfa Romeo S.A.                     | Arnold Chatz Eddie Keizan          | Alfa Romeo GTAm         | 268 |
| 17          | Saloon Class B | 29 | Vernon Bricknell                    | Vernon Bricknell Roy Luck          | BMW 2000 SA             | 260 |
| 18          | Saloon Class A | 31 | Team Renault                        | Chris Clegg Louis Cloete           | Renault 8 Gordini       | 239 |
| 19          | Gr. 6 Class G  | 9  | Mark Konig                          | Mark Konig Paul Vestey             | Nomad Mk.III            | 205 |
| 20          | Gr. 6 Class G  | 12 | Karl von Wendt                      | John McNicol Willie Ferguson       | Lola T210               | 202 |
| Ausgefallen |                |    |                                     |                                    |                         |     |
| 21          | Gr. 5 Class E  | 1  | Team Gunston                        | John Love Richard Attwood          | Porsche 917             |     |
| 22          | Gr. 6 Class G  | 10 | Scuderia Scribante with Weather Wax | Dave Charlton Paddy Driver         | Alfa Romeo T33/2        |     |
| 23          | Gr. 5 Class D  | 16 | Denis Joubert                       | Denis Joubert Peter Gough          | Chevron B16             |     |
| 24          | Gr. 2 Class B  | 23 | Team Lawson                         | Dave Clapham Mike Formato          | Mazda M10A              |     |
| 25          | Gr. 2 Class B  | 25 | Alfa Romeo S.A.                     | Basil van Rooyen Nanni Galli       | Alfa Romeo GTAm         |     |
| 26          | Saloon Class A | 30 | Team Renault                        | Scamp Porter Geoff Mortimer        | Renault 8 Gordini       |     |
| 27          | Gr. 6 Class G  | 19 | Gunther Reimer                      | Ingo Brockob Bob Thomas            | Sprinzel Sprite         |     |
| 28          | Gr. 6 Class F  | 20 | R. T. Harriss                       | Hamish Morrison Paul Hearn         | Harriss GL              |     |
| 29          | Gr. 5 Class D  | 22 | Jack Holme                          | Garry Boase John Amm               | Lotus Elan              |     |
| 30          | Gr. 2 Class B  | 28 | Alfa Romeo S.A.                     | Lorenzo Ferraguti Angelo Scroppo   | Alfa Romeo Sprint GTA   |     |
| 31          | Saloon Class A | 32 | Power Developments                  | Nolly Limberis Ronnie van Rooyen   | Renault 8 Gordini       |     |
| 32          | Gr. 2 Class B  | 33 | Richter Motors Racing               | Peter Markham Eric Alder           | BMW 2002 Ti             |     |
| 33          | Gr. 2 Class B  | 34 | Neil Allen                          | Neil Allen Mike Hearn              | BMW 2002 Ti             |     |
| 34          | Gr. 2 Class B  | 35 | Datsun Nissan Racing Alconi         | John Conchie Rob Thomas            | Datsun D16 1600         |     |
| 35          | Gr. 2 Class B  | 36 | Datsun Nissan Racing Alconi         | Clarrie Taylor Chris Swanepoel     | Datsun D16 1600         |     |
| 36          | Gr. 2 Class B  | 37 | Alfa Romeo S.A.                     | Derek Tunmer Guy Tunmer            | Alfa Romeo 1750 Berlina |     |
| 37          | Gr. 2 Class B  | 38 | Alfa Romeo S.A.                     | Chris van der Heever John Abrahams | Alfa Romeo GTV          |     |
| 38          | Gr. 2 Class B  | 39 | Team Lawson                         | Frank Rundel Colin Burford         | Volvo 142S              |     |
| 39          | Gr. 2 Class A  | 40 | Denys Currie                        | Denys Currie Robert Young          | Mini Cooper S           |     |
| 40          | Gr. 2 Class A  | 41 | B.L.M.C. Special Tunning S.A.       | André Verwey Giv Giovannoni        | Mini Cooper S           |     |

### Nur in der Meldeliste
Hier finden sich Teams, Fahrer und Fahrzeuge, die ursprünglich für das Rennen gemeldet waren, aber nicht daran teilnahmen.
| Pos. | Klasse | Nr. | Team | Fahrer       | Chassis |
| ---- | ------ | --- | ---- | ------------ | ------- |
| 41   |        |     |      |              | McLaren |
| 42   |        |     |      | Gordon Spice | Daren   |

### Klassensieger
| Klasse  | Fahrer           | Fahrer              | Fahrzeug               | Platzierung im Gesamtklassement |
| ------- | ---------------- | ------------------- | ---------------------- | ------------------------------- |
| Class A | Chris Clegg      | Louis Cloete        | Renault 8 Gordini      | Rang 18                         |
| Class B | Spencer Schultze | Jody Scheckter      | Mazda M10A             | Rang 11                         |
| Class C | Frank Gardner    | Mike De Udy         | Ford Mustang Boss 302  | Rang 10                         |
| Class D | Jack Holme       | Bruce van der Merwe | Chevron B8             | Rang 9                          |
| Class E | Jacky Ickx       | Ignazio Giunti      | Ferrari 512M           | Gesamtsieg                      |
| Class G | Brian Redman     | John Hine           | Chevron B16            | Rang 5                          |
| Class H | Helmut Marko     | Rudi Lins           | Porsche 908/02 Flunder | Rang 3                          |
| Class J | Barrie Smith     | Jackie Pretorius    | Lola T70 Mk.IIIB GT    | Rang 7                          |

### Renndaten
- Gemeldet: 42
- Gestartet: 40
- Gewertet: 20
- Rennklassen: 8
- Zuschauer: unbekannt
- Wetter am Renntag: unbekannt
- Streckenlänge: 4,104 km
- Fahrzeit des Siegerteams: 9:00:00,000 Stunden
- Gesamtrunden des Siegerteams: 370
- Gesamtdistanz des Siegerteams: 1518.400 km
- Siegerschnitt: 168.710 km/h
- Pole Position: Jacky Ickx – Ferrari 512M (#4) – 1.22.400
- Schnellste Rennrunde: unbekannt
- Rennserie: 1. Lauf zur Südafrikanischen Sportwagen-Meisterschaft 1970